# Conférence Olivaint
Conférence Olivaint is een Franse vereniging die jongeren voorbereidt op een publieke, politieke of ambtelijke loopbaan.

## Doel
Het genootschap, de oudste studentenvereniging in Frankrijk, stelt zich tot taak jongeren op te leiden voor het openbare leven, door het organiseren van ontmoetingen en wekelijkse conferenties met politici en, sinds 2003, met vertegenwoordigers van het burgerlijke, economische en culturele leven. .
Het model van het Olivaintgenootschap is overgenomen in België, waar sinds 1954 een Olivaint Genootschap van België bestaat.

## Geschiedenis
Het Olivaintgenootschap werd in 1874 in Parijs door de jezuïeten opgericht. Het dankt zijn naam aan pater Olivaint, superior van de jezuïeten in de Rue de Sèvres, die op 26 mei 1871, samen met vijftig andere gijzelaars, door de 'communards' werd terechtgesteld. Deze executies waren een reactie op de repressie van Versailles tijdens de "Bloedige Week" van de Parijse Commune.
Père Olivaint wilde jongeren opleiden voor het openbare en politieke leven: "Als je voor een politieke carrière kiest, is het belangrijk dat je dat in de voorste gelederen kan realiseren. Er is behoefte aan mensen die door kennis, karakter en onafhankelijkheid, boven de partijen uitstijgen, alleen het belang van het land dienen en zich, wanneer nodig, aan de redding ervan wijden."
Het doel van het Olivaintgenootschap was jongeren voor te bereiden om verdedigers te worden van de Kerk en van het algemeen belang.
De woensdagvergadering is een traditie binnen het Olivaintgenootschap. De gast houdt een uiteenzetting over een algemeen thema, meestal met politieke of morele inhoud.
Het Olivaintgenootschap kaderde in het ultramontanisme. Paus Pius IX en paus Leo XIII gaven het Olivaintgenootschap hun apostolische zegen, waarbij zij de nadruk legden op de specifieke rol die deze organisatie in hun ogen vervulde.
Tijdens het Interbellum spitste het Olivaintgenootschap zijn debatten toe op het internationale toneel en nodigde personaliteiten met sterk uiteenlopende achtergronden uit.
In 1946 nodigde het Olivaintgenootschap Italiaanse studenten uit om met zijn leden van gedachten te wisselen over het thema "Democratie en Fascisme". Het jaar daarop werd de eerste van een reeks Frans-Duitse zittingen gehouden over het thema "Verantwoordelijkheid en nazisme".
Na de oorlog werd het Olivaintgenootschap christendemocratischer en vooral pro-Europees. In 1968 werd het secularisme algemeen aanvaard, onder het voorzitterschap van Laurent Fabius (Jongerenafdeling) en Hervé de Charette (Alumni-afdeling). In de jaren zeventig-tachtig werd beroep gedaan op veel jonge medewerkers van François Mitterrand, die gerekruteerd werden door vroegere leden, zoals Jacques Attali of Hubert Védrine. In 2013 werd het secularisme als basisprincipe opgenomen in de statuten en reglementen van de vereniging.
Het Olivaintgenootschap was oorspronkelijk bedoeld voor een mannelijk publiek, maar werd in de jaren 1950 vrouwelijker en verkoos in 1970 haar eerste voorzitster in de persoon van Angéline Arrighi, om stilaan de pariteit te bereiken.
Op 26 mei 2021 herdacht de vereniging de 150e verjaardag van de Commune van Parijs tijdens een evenement dat de twee takken van de vereniging samenbracht.
De vereniging zal haar 150ste verjaardag in 2024 vieren.

## Leden
De jeugdafdeling bestaat voor het grootste deel uit studenten en voor een minderheid uit actieve personen in het beroepsleven. De leeftijdsgrens om zich kandidaat te stellen voor het genootschap is vastgesteld op 30 jaar.
Onder de studenten waren er, in 2022, ongeveer een kwart studenten van Sciences Po Paris, een kwart studenten van Assas, een kwart studenten van de Sorbonne en een kwart studenten van het ICP, handelswetenschappen ( HEC, ESSEC, ESCP ...), ingenieurswetenschappen ( ENSAE, CentraleSupélec, Polytechnique ...), "normaliens" ( ENS, ENS Cachan ), communicatie (CELSA, ISCOM), Sciences Po Lille, Nanterre, Ecole du Louvre en Dauphine.

## Activiteiten
De voornaamste activiteit van het Olivaintgenootschap is de organisatie van wekelijkse conferenties met persoonlijkheden uit de politieke wereld en het middenveld. De conferenties vinden plaats in Parijs op diverse plekken: Sciences Po, het Katholiek Instituut van Parijs, de Cercle France-Amériques of de Sorbonne. Daarnaast vullen masterclasses, plaatsbezoeken en interne evenementen het opleidingsaanbod aan.
De andere traditie is training in redenaarskunst. Sinds 1947 worden er cursussen welsprekendheid door advocaten gegeven. Jacques Pradon, Mario Stasi en Olivier Schnerb hebben elkaar als adviseurs van de Conferentie van Olivaint voor welsprekendheid opgevolgd. François Martineau en Antoine Vey vervulden deze functie sinds 2017.
Sinds 2008 organiseert het Olivaintgenootschap, in samenwerking met de Stageconferentie van de balie van Parijs, de "Joute des Conférences", een jaarlijks welsprekendheidstoernooi.
In 2017 heeft het Olivaintgenootschap de Olivier-Schnerbprijs voor Welsprekendheid in het leven geroepen als eerbetoon aan zijn overleden oratorisch adviseur.
Het Olivaint Genootschap organiseert elk jaar veelvuldige activiteiten:
- Een voor het publiek toegankelijk symposium:
  - in 2006 bij het Institut du monde arabe over het thema integratie.
  - in 2007 in de Nationale Assemblee over het onderwerp hoger onderwijs.
  - in 2008 bij Parijse Instituut voor Politieke Studies over het thema immigratie.
  - in 2009 in de Nationale Assemblee over het onderwerp "Beslissing en macht in de Franse samenleving".[8]
  - in 2010 in de Nationale Assemblee over het onderwerp "Frankrijk geconfronteerd met politieke hervormingen".
  - in 2011 in de Senaat over het onderwerp "Europa reanimeren".
  - in 2012 in het gemeentehuis van het 5de arrondissement van Parijs over het onderwerp "Franse jeugd in 2012".
  - in 2013 bij Science Po over het thema: "De creativiteit van de jeugd stimuleren".
  - in 2014 in de Nationale Assemblee over het onderwerp: "Heroverweging van mondiale 'governance', waarom? Met wie? Hoe?" .
  - in 2015 in de Nationale Assemblee over het onderwerp: "Hervorming van Frankrijk".
  - in 2016 in de ENS over het onderwerp: "Portret van een Frankrijk in oorlog".
  - in 2017 in de Senaat over het onderwerp: "vrouwen en kracht".
  - in 2018 in de Nationale Assemblee over het onderwerp: "De Franse verdediging: een unieke militaire aangelegenheid?".
  - in 2019 in de Sorbonne over het onderwerp: "Numerieke revolutie: tussen dreiging en vooruitgang".
  - in 2021 bij Parijse Instituut voor Politieke Studies over het onderwerp: "Grijp het secularisme".[9]
  - In 2022 bij de Académie du Climat over het onderwerp: "De staat en de klimaatverandering".[10]
- Studiereizen worden jaarlijks ondernemen : Argentinië en Uruguay in 2005, Oekraïne in 2006, Turkije in 2007, de Verenigde Staten in 2010, Kosovo in 2011, China in 2012, Tunesië in 2013, Iran in 2014, Rusland in 2015, Griekenland in 2016, Libanon, het Vaticaan en Italië in 2017, Benin en Nigeria in 2018, Roemenië in 2019, Senegal in 2022. Daarbij ontmoeten de deelnemers politieke figuren uit het bezochte land.
- In 2021 vond de studiereis, vanwege de pandemie, plaats in Port-Cros, een eiland waarop Olivaint vanaf het einde van de Tweede Wereldoorlog tot het einde van de jaren zeventig internationale seminaries organiseerde.
- Politieke nieuwswedstrijden hadden als thema: "Courage fuyons!" (2011), "Sans culottes" (2012), "Baisers voilés" (2013), "Vivre Debout" (2014), "Utopia" (2017), "Désir" (2022).
- Het Weimarforum brengt jonge Duitse, Poolse en Franse studenten samen voor een internationaal colloquium. In 2017 vond het forum plaats in Parijs binnen de Nationale Assemblee over het thema 'digitale technologie en Europa' onder het hoge beschermheerschap van minister Jean-Marc Ayrault en de Commission Supérieure du Numérique et des Postes (Hoge Commissie voor Digitalisatie en Posterijen).

Het Olivaintgenootschap beschiokt over een stevig netwerk van partners. Het doet een beroep op universiteiten en hogescholen, alsmede op Franse of internationale instellingen die dezelfde waarden van onafhankelijkheid, durf en welsprekendheid delen en die zich scharen achter eenzelfde belangstelling voor het openbare leven.

## Alumni
De alumni hebben een raad van bestuur die de duurzaamheid van het Olivaintgenootschap waarborgt. Ze vormen een informeel netwerk en hebben minder regelmatige activiteiten dan jongeren.
Onder de alumni van het Olivaintgenootschap zijn onder andere Jacques Attali, Mounir Mahjoubi, Éric Woerth, Jean-Pierre Chevènement, Salomé Berlioux, Christine Ockrent, Erik Orsenna, Laurent Fabius,Michel Barnier, Henri de Gaulle, Marguerite Bérard, Jean-Michel Belorgey, Jean-Louis Bourlanges, Michel Charasse, Hervé de Charette, Arnaud Montebourg, Jean-François Deniau, Alain Poher,Frédéric Mitterrand, Stéphane Gompertz, Karine Berger, René Pleven, Robert Schuman, Pierre Mendès France, Georges Bidault, Jacqueline de Guillenchmidt en Jacques Barrot.